# Ensayo de ligación de oligonucleótidos
El ensayo de ligación de oligonucleótidos es una técnica de diagnóstico que automatiza la técnica dot blot. Su nombre proviene del inglés oligonucletide ligation assay (OLA).

## Fundamento
Se empieza con una PCR (polymerase chain reaction, reacción en cadena de la polimerasa) para amplificar los fragmentos de ADN del gen de estudio. A continuación, se realizan ciclos de ligamiento con ligasa termoestable y oligonucleótidos específicos de los alelos. Luego se lleva a cabo un análisis de la longitud de los fragmentos por medio de una electroforesis capilar.

## Pasos
En primer lugar, se realiza una PCR con oligonucleótidos específicos para el fragmento de ADN que queramos analizar. Por ejemplo, si lo que queremos es analizar si un gen está mutado o no, amplificaremos dicho gen. Tras la PCR, desnaturalizamos los productos amplificados obtenidos para poder realizar la hibridación.
La hibridación es el paso clave de esta técnica. En cada uno de los alelos van a hibridar dos primers. Estos primers no amplifican, simplemente hibridan. La ligasa termoestable se añade para que una los dos primers.
Imaginemos que queremos analizar una mutación de un gen. En este caso tendremos dos alelos distintos: el wild type y el alelo mutado. Para analizar este caso es necesario añadir tres oligonucleótidos. El primer A corresponde a una zona que no contiene la mutación, por tanto, hibridará tanto con el ADN mutado como con el silvestre. Este oligonucleótido lleva unido, además, un fluorocromo.
Los otros dos oligonucleótidos (primers B) son iguales y se unen al otro extremo de la cadena, pero se diferencian entre sí en que uno se unirá específicamente al ADN mutado mientras que el otro lo hará a la cadena silvestre, ya que en este caso la zona de hibridación sí contiene la mutación. Otra diferencia entre ambos oligonucleótidos que nos permitirá diferenciar los fragmentos es que tienen unida una cola de longitud variable.

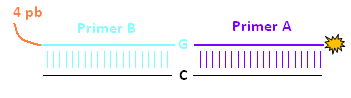
Representación de las hibridaciones de los distintos primers que se producen en la técnica de ligación de oligonucleótidos

Por tanto, para un alelo en concreto vamos a tener el primer A con el mismo color, y la longitud de la cola del primer B nos permite distinguir si se trata del alelo silvestre o de la mutación. Es decir, modificando el color del fluorocromo del primer A podemos analizar más de un gen o fragmento a la vez.
Mediante electroforesis capilar podemos separar los fragmentos por tamaños y, además, podemos detectar los colores de los fluorocromos. De esta forma, podremos distinguir los picos obtenidos y diagnosticar al paciente:
- Si obtenemos un solo pico, estaremos ante un homocigoto y, dependiendo del tamaño, sabremos si tiene la mutación en sus dos copias o si tiene las dos copias sanas.
- Si obtenemos dos picos más pequeños, estaremos ante un heterocigoto, con un pico perteneciente al ADN mutado y el otro al ADN silvestre.

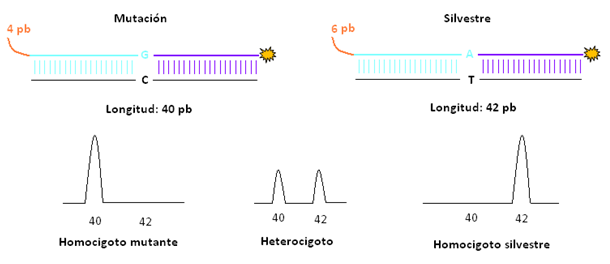
Ejemplo de una interpretación de resultados para un gen en concreto obtenidos gracias a la electroforesis capilar tras llevar a cabo la técnica de ligación de oligonucleótidos

El juego con las longitudes y los colores de los fluorocromos nos permite distinguir las distintas mutaciones y los distintos alelos de cada uno. Las longitudes de los fragmentos es algo totalmente arbitrario, por ejemplo, puede haber una deleción y se puede poner un primer con una cola más larga.

## Ventajas
La principal ventaja de esta técnica es que es un proceso muy automatizable ya que todo se hace en el mismo tubo de reacción.
Sin embargo, es un proceso caro ya que se necesita un secuenciador.
- Datos: Q5834079